# El Temps
El Temps est un hebdomadaire d'information édité en catalan à Valence par les Edicions del País Valencià depuis 1985 et est diffusé sur l'ensemble des pays catalans.

## Présentation
En 2014, sa ligne éditoriale est proche de la gauche catalaniste indépendantiste.
Il compte trois sièges, (Barcelone, Valence et Palma de Majorque) et un réseau étendu de collaborateurs, parmi lesquels se trouvent Joan Francesc Mira, Martí Domínguez i Romero, Eva Piquer ou Alfons Cervera.
Au milieu des années 1990, et sous l'impulsion de Vicent Partal, il est devenu l'un des premiers média en catalan à avoir une page web sur internet.
Le 9 mai 2012, El Temps n'est plus vendu en kiosque, mais est adressé uniquement aux abonnés,. Il réapparaît en kiosque à partir de 2013.